# جوليس جانيت
جوليس جانيت (بالفرنسية: Jules Janet)‏ هو عالم نفس وطبيب فرنسي، ولد في 22 ديسمبر 1861 في بور لا رين في فرنسا، وتوفي في 1945.